# 帕他勒彭·德浦沃拉侬
帕他勒彭·德浦沃拉侬（羅馬化：Phattharapon Dejpongwaranon，1998年7月13日—），昵称Donut，泰国男演员、歌手兼模特。因参加泰国第7电视台在2013年承制的泰国超模竞赛而获得一纸合约，成为该台旗下男艺人。

## 影视作品

### 电视剧
- 2016年，《我最亲爱的甜心》
- 2018年，《公鸡小子》 饰演 Tony ；《魅力王子巫师》
- 2019年，《情之烈焰》 饰演 Mok
- 2020年，《你是我心中的太阳2020》